# Volvo Amazon
Volvo Amazon (Вольво Амазон) — автомобиль среднего класса, созданный Яном Вильсгардом, выпускавшийся компанией Volvo Cars в период с 1956 по 1970 годы. Автомобиль был представлен в США как модель 122S в апреле 1959 года на Нью-Йоркском международном автосалоне.
Амазон получил колёсную базу от своего предшественника, PV и был доступен в кузовах купе, седан и универсал. На 1959 год, компания Volvo стала первым в мире автопроизводителем, устанавливавшим в стандарте ремни безопасности, начиная с Амазона, включая экспортные модели, а затем и впервые установив трёхточечные ремни в стандарте.
Название автомобиля Amason (с буквой «s») отсылает к древнегреческой мифологии, к амазонкам. Ранее, немецкий производитель мотоциклов Kreidler уже зарегистрировал это название, и две компании договорились, что Volvo может использовать его только в Швеции, изменив название экспортных моделей на Amazon. Впоследствии, Volvo ввела собственную трехзначную номенклатуру, и эта линейка стала известна как 120 серия.
Изначально, Амазон выпускался на заводе Volvo в Лундбю, Гётеборг, а затем на заводе в Торсланде, который начал функционировать в 1964 году. По окончании производства было выпущено 234 653 седана, 359 917 купе и 73 220 универсалов, из которых 60 % были отправлены на экспорт. В общей сложности был выпущен 667 791 автомобиль.

## Модификации
Автомобиль выпускался в трёх вариантах кузова: двухдверный и четырёхдверный седаны, и пятидверный универсал.
Всего был выпущен 667 791 автомобиль:
- Двухдверные седаны выпускались с сентября 1961 года по 2 июля 1970 года, всего выпущено 359 916 штук.
- Четырёхдверные седаны выпускались с 1956 по 1967 годы, всего выпущено 234 208 штук.
- Пятидверные универсалы выпускались с февраля 1962 года по 1969 год, всего выпущено 73 169 штук.
- Спецмодификации.